# Déri tér
A Déri tér Debrecen egyik tere. A Kálvin tértől nem messze található a Déri tér. Fő látnivalói a téren található szobrok, a Déri Múzeum és a Nemzeti Bank épülete. A Déri tér napjainkra megújult, működik a szökőkút, és kulturális események helyszíne.

## A tér szobrai
A Déri tér szobrai közül kiemelkedik a Somogyi Sándor által készített háromalakos szobor, amely, mint felirata is mutatja „Diószegi Sámuelnek és Fazekas Mihálynak, a magyar füvésztudomány megteremtőinek” emlékére készült. A szobrász pályázaton nyerte el a megbízatást – megelőzve Medgyessy Ferencet is. 1907-ben a Déri tér helyén állott Füvészkertben avatták fel. A Déri Múzeum építésekor, a Füvészkert felszámolása idején került ide.
A téren található másik nagy méretű alkotás Móricz Zsigmond ülő szobra, Medgyessy Ferenc posztumusz műve, amelyet 1960-ban vitelezte ki.
A Déri Múzeum előtt szintén Medgyessy Ferenc szobrai találhatóak, kettő-kettő oldalanként. Balról jobbra haladva elsőként a „Régészet” jelképét láthatjuk egy szép arcú, bágyadt testtartású női alak megformálásában, kezében kőbalta fejet tart. Mellette a „Tudomány”-t erőteljes, könyvet olvasó férfiakt jeleníti meg.
A „Művészet” jelképe kontyos, kerek arcú asszonyalak, bal kezében kis szobormodellel. A negyedik szobor, melynek modelljéül önmagát választotta Medgyessy, a „Néprajz” megtestesítője: faragott pásztortülköt tartó mosolygós, bajuszos férfialak. A szobrok tervezésével együtt egy év alkat készültek el. 1930-ban avatták fel őket. A szobrok 1937-ben eljutottak a párizsi világkiállításra, ahol Medgyessy Grand-Prix-t kapott. Ez a díj a 20. századi magyar szobrászat európai rangra növekedését jelentette.
A Református Kollégium Általános Iskolájának a Déri Múzeum felé néző sarkán, a falon Szent István lovas domborműve látható. 1938-ban, halálának 900. évfordulóján helyezték el. Cser Károly (1880-1965), aki a pályázat nyerteseként megvalósíthatta elképzelését, az 1937-es párizsi világkiállításon egy arany- és két ezüstérmet kapott munkássága elismeréséül.

## Déri Múzeum
Györgyi Dénes és Münnich Aladár építészek tervezete, 1928-ban elkészült arányos, jó ütemű eklektikus épület. A Déri Múzeum épületének homlokzatát díszítő empire kagylódíszek, a város címere, az angyalos és címeres műkompozíciók Poroszlai János munkái.
1920-ban Déri Frigyes selyemgyáros 3 világrész anyagát felölelő régiséggyűjteményét adományozta Debrecennek. Bár a gyűjteményt Déri eredetileg Bajának szánta, tervét megváltoztatta, mert iskolák, egyetemek városába kívánta elhelyezni, ahol eredményesebben szolgálhatja a magyar közművelődést. Déri Frigyes még az építési költségeket is vállalni akarta, de 1924-ben váratlanul meghalt. Az építésre lekötött értékpapírok elértéktelenedtek. A város saját erejéből 1928 tavaszára építette meg a múzeumot, homlokzatán arany betűk hirdetik: ARS LONGA VITA BREVIS EST („Az élet véges, a művészet örök”). A Déri-gyűjteményt, a városi múzeum és a közművelődési könyvtár anyagát egyesítő Déri Múzeumnak 1938-ban Déri Frigyes fivére, Déri György tüzérezredes, értékes néprajzi gyűjteményt adományozott, amely a Kárpát-medence népművészeti alkotásaiból állt. 1941-ben már látható volt a múzeum kiállításain.
A Déri Múzeum az egykori Paptava mocsaras talajára telepített Füvészkert helyére épült. Betonteknős szigetelése ellenére az 1970-es évek elején nagyarányú megújítást kellett végezni rajta. A 2000-es években a Déri térrel együtt a múzeumot is felújították.

## A Nemzeti Bank épülete
1933-ban Hübner Tibor tervei szerint készült. Falát Medgyessy Ferenc remekei – négy fejszobor és négy dombormű – díszítik. 2005-ben fontolóra vették újra hasznosítását, múzeumként megnyitását. A Déri-gyűjtemény raktáron levő tárgyainak lehetne kiállítási területe, megvalósulása leginkább anyagi kérdés.